# Amaury Pasos
Amaury Antônio Passos (ur. 11 grudnia 1935 w São Paulo, zm. 12 grudnia 2024 tamże) – brazylijski koszykarz, występujący na pozycji skrzydłowego, dwukrotny mistrz świata.

## Osiągnięcia
Zespołowe
- Mistrz:
  - Brazylii (1966, 1969)[2]
  - São Paulo (1966, 1968, 1969)[2]

Indywidualne
- Wybrany do:
  - grona 50. najlepszych zawodników w historii FIBA
  - Galerii Sław Koszykówki FIBA (2007)[2]

Reprezentacja
Drużynowe
- Mistrz:
  - świata (1959, 1963)[2]
  - Ameryki Południowej (1958, 1960, 1961, 1963)
- Wicemistrz:
  - świata (1954)[2]
  - igrzysk panamerykańskich (1963)[2]
- Brązowy medalista:
  - mistrzostw świata (1967)[2]
  - igrzysk olimpijskich (1960, 1964)[2]
  - igrzysk panamerykańskich (1955)[2]
- Uczestnik:
  - igrzysk olimpijskich (1956 – 6.miejsce, 1960, 1964)[2]
  - mistrzostw świata (1954, 1959, 1963, 1967)[2]
  - igrzysk panamerykańskich (1955, 1963, 1967 – 7.miejsce)

Indywidualne
- MVP mistrzostw świata (1959)[2]
- Zaliczony do I składu mistrzostw świata (1959, 1963)